# 彎嘴兵魴鮄
彎嘴兵魴鮄，為輻鰭魚綱鮋形目牛尾魚亞目角魚科的其中一種，分布於東太平洋區，從下加利福尼亞半島至加拉巴哥群島、秘魯海域，體長可達15公分，為底棲性魚類。

## 擴展閱讀
維基物種上的相關：彎嘴兵魴鮄